# Peter J. Cutino Award
Il Peter J. Cutino Award (in italiano Premio Peter J. Cutino) è un premio pallanuotistico istituito nel 1999 dall'Olympic Club di San Francisco ed assegnato annualmente al miglior giocatore ed alla migliore giocatrice del campionato collegiale statunitense NCAA.
Il premio prende il nome da Peter J. Cutino, uno dei più vincenti allenatori di pallanuoto a livello NCAA, ed è considerato il più prestigioso riconoscimento individuale della pallanuoto a livello di college, alla stregua dell'Heisman Trophy per il football americano.

## Storia
L'Olympic Club di San Francisco, tra i più antichi ed importanti club sportivi statunitensi, è il promotore di questo trofeo che fu istituito nel 1999 premiando il miglior giocatore e la migliore giocatrice del campionato NCAA al termine delle rispettive stagioni agonistiche; da allora la cerimonia di assegnazione si tiene annualmente presso lo stesso club al termine del torneo femminile.
Per decretare i vincitori si segue il seguente criterio: ogni allenatore delle squadre partecipanti al campionato nomina tre giocatori militanti in squadre differenti dalla propria e viene quindi stilata una prima classifica di merito; successivamente gli stessi allenatori votano nuovamente scegliendo tra i primi tre di quella classifica e chi ottiene il maggior numero di voti viene insignito del premio.
L'unico atleta ad aver conquistato il trofeo per tutti e quattro gli anni di college è Tony Azevedo, mentre Kami Craig, Annika Dries, Balaz Erdelyi, Makenzie Fischer, Ben Hallock, Sean Kern, James Krumpholz e Kiley Neushul sono stati premiati in due occasioni. Le formazioni provenienti dello Stato della California dominano la graduatoria a squadre di questo riconoscimento: i Cardinals dell'Università di Stanford e i Trojans dell'Università della California del Sud (USC) hanno visto primeggiare i propri atleti in quindici occasioni ciascuna, seguiti dai Bruins dell'Università della California di Los Angeles (UCLA) e dai Golden Bears dell'Università della California di Berkeley (CAL) rispettivamente a quota otto e quattro trofei; solo la formazione dei Tigers dell'Università di Princeton dello stato del New Jersey è riuscita a spezzare questa egemonia, grazie alla vittoria di Ashleigh Johnson nel 2017.

## Albo d'oro
| Stagione agonistica | Uomini                   | Uomini                  | Donne                                                                        | Donne                                                                        |
| Stagione agonistica | Vincitore                | Squadra di appartenenza | Vincitrice                                                                   | Squadra di appartenenza                                                      |
| ------------------- | ------------------------ | ----------------------- | ---------------------------------------------------------------------------- | ---------------------------------------------------------------------------- |
| 1999                | Sean Kern                | UCLA Bruins             | Bernice Orwig                                                                | USC Trojans                                                                  |
| 2000                | Sean Kern                | UCLA Bruins             | Aniko Pelle                                                                  | USC Trojans                                                                  |
| 2001                | Tony Azevedo             | Stanford Cardinal       | Coralie Simmons                                                              | UCLA Bruins                                                                  |
| 2002                | Tony Azevedo             | Stanford Cardinal       | Brenda Villa                                                                 | Stanford Cardinal                                                            |
| 2003                | Tony Azevedo             | Stanford Cardinal       | Jackie Frank                                                                 | Stanford Cardinal                                                            |
| 2004                | Tony Azevedo             | Stanford Cardinal       | Moriah van Norman                                                            | USC Trojans                                                                  |
| 2005                | Juraj Zatovic            | USC Trojans             | Natalie Golda                                                                | UCLA Bruins                                                                  |
| 2006                | John Mann                | Cal. Golden Bears       | Lauren Wenger                                                                | USC Trojans                                                                  |
| 2007                | Tim Hutten               | UC Irvine Anteaters     | Kelly Rulon                                                                  | UCLA Bruins                                                                  |
| 2008                | James Krumpholz          | USC Trojans             | Courtney Mathewson                                                           | UCLA Bruins                                                                  |
| 2009                | James Krumpholz          | USC Trojans             | Kami Craig                                                                   | USC Trojans                                                                  |
| 2010                | Ivan Rackov              | Cal. Golden Bears       | Kami Craig                                                                   | USC Trojans                                                                  |
| 2011                | Joel Dennerley           | USC Trojans             | Annika Dries                                                                 | Stanford Cardinal                                                            |
| 2012                | Balazs Erdelyi           | Pacific Tigers          | Kiley Neushul                                                                | Stanford Cardinal                                                            |
| 2013                | Balazs Erdelyi           | Pacific Tigers          | Melissa Seidemann                                                            | Stanford Cardinal                                                            |
| 2014                | Konstantinos Genidounias | USC Trojans             | Annika Dries                                                                 | Stanford Cardinal                                                            |
| 2015                | Garrett Danner           | UCLA Bruins             | Kiley Neushul                                                                | Stanford Cardinal                                                            |
| 2016                | McQuin Baron             | USC Trojans             | Stephania Haralabidis                                                        | USC Trojans                                                                  |
| 2017                | Luca Cupido              | Cal. Golden Bears       | Ashleigh Johnson                                                             | Princeton Tigers                                                             |
| 2018                | Ben Hallock              | Stanford Cardinal       | Amanda Longan                                                                | USC Trojans                                                                  |
| 2019                | Ben Hallock              | Stanford Cardinal       | Makenzie Fischer                                                             | Stanford Cardinal                                                            |
| 2020                | Nicolas Saveljic         | UCLA Bruins             | Non disputato a causa della pandemia di COVID-19 negli Stati Uniti d'America | Non disputato a causa della pandemia di COVID-19 negli Stati Uniti d'America |
| 2021                | Nikolaos Papanikolaou    | Cal. Golden Bears       | Maud Megens                                                                  | USC Trojans                                                                  |
| 2022                |                          |                         | Makenzie Fischer                                                             | Stanford Cardinal                                                            |